# Thời gian biểu hàng không - trước thế kỷ 18

## Hàng không trước thế kỷ 10
- c 1700 BC
  - Thần thoại Hy Lạp viết về Icarus và Daedalus khao khát bay [1]
- c. 1000 BC
  - Những cỗ máy biết bay trong thần thoại Hình được gọi là Vimana được đề cập trong kinh Vedas
- c. 850 BC
  - Truyện cổ tích về vua Bladud thử bay qua thành phố New Troy, nhưng đã rơi xuống và thiệt mạng.[1]
- c. 500 BC
  - Người Trung Hoa bắt đầu sử dụng diều.
- c. 400 BC
  - Thông quan việc miêu tả chim bồ câu, nhà toán học Hy Lạp Archytas của Tarentum có thể đã chế tạo được một chiếc diều.
- c. 200 BC
  - Người Trung Hoa phát minh ra khí cầu khí nóng đầu tiên: Đèn trời Khổng Minh
- c. 220 BC
  - Người Trung Hoa sử dụng diều như một dụng cụ đo xa.
- 559
  - Yuan Huangtou người nước Yên, là người đầu tiên sử dụng một diều lượn nhảy từ một tháp cao xuống mà không chết — 559 [2]
- c. 852
  - Abbas Ibn Firnas nhảy từ một tòa tháp ở Córdoba, Tây Ban Nha với một áo choáng quá khổ, chiếc áo đó như một chiếc dù ngăn cho anh ta rơi tự do.
- c. 875
  - Abbas Ibn Firnas đã thực hiện một cố gắng đầu tiên để điều khiển thiết bị bay, ông đã cho chiếc tàu lượn của mình bay thử, nó được làm từ gỗ và lông chim, Abbas Ibn Firnas đã kiểm soát được độ cao và phương hướng từ một tòa tháp ở Córdoba, Tây Ban Nha.[3][4]

## Hàng không thế kỷ 10 - thế kỷ 16
- c. 1000
  - Diều lượn được cho là đã phổ biến ở một số vùng của Thái Bình Dương. Chúng hầu như chắc chắn do người điều khiển và được sử dụng cho quân sự, tôn giáo và các lý do nghi lễ.
- c. 1010
  - Eilmer của Malmesbury chế tạo một chiếc diều lượn và cho nó bay lên từ tháp chuông, chiếc diều lượn đã bay được khoảng 200 mét.[5]
- 1241
  - Quân đội Mông Cổ sử dụng những chiếc diều nhẹ trong Trận Legnica.
- c. 1250
  - Roger Bacon viết những mô tả kỹ thuật đầu tiên về chuyến bay, và mô tả một thiết kế máy bay cánh chim trong quyển sách của mình mang tên Secrets of Art and Nature (Những bí ẩn của Nghệ thuật và Tự nhiên).[5]
- 1282
  - Marco Polo viết về một nghi lễ dựng diều và do người điều khiển.
- 1486 - 1513
  - Leonardo da Vinci thiết kế một máy bay cánh chim với hệ thống điều khiển bề mặt. Ông đã hình dung và phác thảo cỗ máy biết bay như một trực thăng và chiếc dù, những ghi chú nghiên cứu về những luồng khí và những hình dạng khí động học.[5]
- 1496
  - Nhà toán học Italy Giambattista Danti được cho là đã bay từ một ngọn tháp.
- c. 1500
  - Hieronymus Bosch cho thấy trong bức tranh bộ ba The Temptation of the Holy Antonius, trong số những thứ khác có hai chiếc khí cầu đang chiến đấu với nhau phía trên một thành một đang cháy.
- 1558
  - Giambattista della Porta công bố một lý thuyết và tài liệu xây dựng một chiếc diều.

## Hàng không thế kỷ 17
- 16??
  - Lê Công Hành khi đi sứ ở Trung Quốc bị giam cầm trên một lầu cao, ông đã nảy ra sáng kiến lấy hai chiếc lọng kẹp chặt hai bên hông, nhảy ra ngoài và xuống đất an toàn.
- 1638
  - John Wilkins, Giám mục Chester, đề xuất một số ý tưởng cho tương lai như những phi công trong cuốn sách của ông mang tên Khám phá một thế giới trên mặt trăng.
  - Bản chép của Evliya Çelebi nói rằng chiếc diều lượn của Hezarfen Ahmet Celebi với đôi cánh nhân tạo đã bay từ một đỉnh của Tháp Galata tại Istanbul và điều khiển được chiếc diều bay qua Eo biển Bosporus, hạ cánh thành công trên quảng trường Doğancılar tại Üsküdar.
- 1644
  - Nhà vật lý Italy Evangelista Torricelli đã thành công trong việc giải thích được áp suất không khí, và đã tạo ra một vùng chân không.
- 1654
  - Nhà vật lý và thị trưởng của Magdeburg, Otto von Guericke đã tiến hành đo trọng lượng của không khí và giải thích những kết quả của ông trong cuốn sách nổi tiếng của mình mang tên Magdeburger Halbkugeln (bán cầu của Magdeburg). 16 con ngựa không thể tách được hai nửa quả cầu được áp kín vào nhau và rút hết không khí bên trong, do áp suất khí bên ngoài.
- 1670
  - Francesco Lana de Terzi một thầy tu dòng Tên mô tả trong luận án của mình Prodomo về một dự án khí cầu chân không, đây là một kế hoạch xem xét thực tế, kỹ thuật đầu tiên về một khí cầu. Tuy nhiên, de Terzi viết: Chúa trời sẽ không bao giờ cho phép một cỗ máy như vậy được chế tạo…bởi vì mọi người nhận thấy rằng không có thành phố nào sẽ an toàn từ những cuộc tấn công bất ngờ… (nguyên văn: God will never allow that such a machine be built…because everybody realises that no city would be safe from raids…).
- 1678
  - Chuyến bay với cỗ máy có đôi cánh đập được cho là của một thợ khóa người Pháp tên Jacob Besnier.
- 1680
  - Nhà vật lý Italy Giovanni Alfonso Borelli, cha đẻ của cơ sinh học, chỉ ra trong luận thuyết của mình mang tên On the movements of animals rằng những chuyển động đập của cánh với sức mạnh của các cơ con người không thể thành công.
- 1687
  - Isaac Newton (1642-1727) xuất bản Philosophiae Naturalis Principia Mathematica (Những nguyên lý toán học của triết học tự nhiên), cơ sở của vật lý cổ điển. Trong quyển II, ông giới thiệu xuất xứ lý thuyết cốt yếu của phương trình lực kéo.